# Erich Bouvier

Erich Bouvier (1901)

Erich Bouvier (* 11. Februar 1850 in Stollhof (Gemeinde Hohe Wand); † 20. April 1904 in Graz) war ein österreichischer Turner und Turnfunktionär. 

## Leben und Werk
Nach dem Besuch des Gymnasiums studierte er Chemie am Technikum Graz. Aufgrund eines Brustleidens, das er sich als Einjährig-Freiwilliger zugezogen hatte, musste er jedoch das Studium abbrechen. Nach seiner Heilung fand er 1875 eine Anstellung im Kassendienst der Stadt Graz. Nach 18 Dienstjahren erfolgte seine Ernennung zum Kassenvorstand.
1877 nahm er als Reserveoffizier am Okkupationsfeldzug in Bosnien teil.
Bereits während seiner Zeit am Gymnasium kam er mit der Turnbewegung in Kontakt. 1874 wurde er Mitglied des Allgemeinen Turnvereins in Graz und beim Gauturnfest 1882 Sieger im Wett-Turnen. Als sich 1884 die Grazer Turnerschaft vom Turnverein abspaltete, wurde Bouvier dort bis 1899 Vorturner, Oberturnwart und Zeugwart. Außerdem wurde er Säckelwart im Gauturnrat des südösterreichischen Turngaus.
1884 erarbeitete er das Taschenbuch für die Mitglieder des allgemeinen Turnvereines in Graz.
1885 wurde er zum Kreisvertreter des südöstlichen Teils des XV. Kreises der Deutschen Turnerschaft gewählt. Bouvier war u. a. für die Organisation der aller zwei Jahre an anderen Orten ausgetragenen Kreisturnfeste des Turnkreises verantwortlich, die aufgrund ihrer breiten Öffentlichkeitswirkung zur Förderung des Turnsportes beitrugen. Gleichzeitig wurde Bouvier 1885 Mitglied des reichsweiten Ausschusses der Deutschen Turnerschaft.  Er war u. a. Organisator und aktiver Teilnehmer als Zugführer am IV. Südösterreichischen Gauturnfest in Graz 1886.
Daneben war Bouvier Mitglied des Steirischen Gebirgsvereins.